# Spitalkirche (Bayreuth)

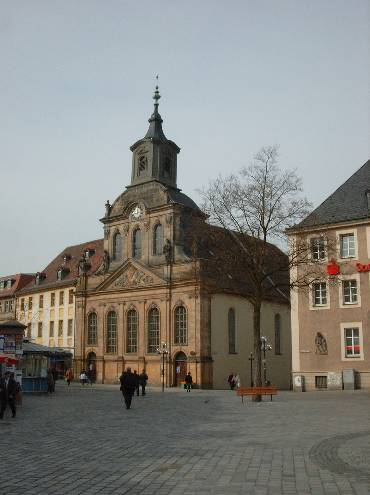
Hauptfassade des Kirchengebäudes, links das ehem. Spital, rechts das 1934 errichtete, 2007 abgerissene Gebäude der Städtischen Sparkasse

Die Spitalkirche in Bayreuth steht in der Innenstadt an der Maximiliansstraße, einem Straßenmarkt. Sie gehört zu den Markgrafenkirchen, ist evangelisch-lutherisch und wird von der Stadt als Teil der Hospitalstiftung verwaltet. Das namengebende ehemalige Spital, in dem Wohnungen und das Stadtarchiv untergebracht sind, grenzt direkt an.

## Geschichte

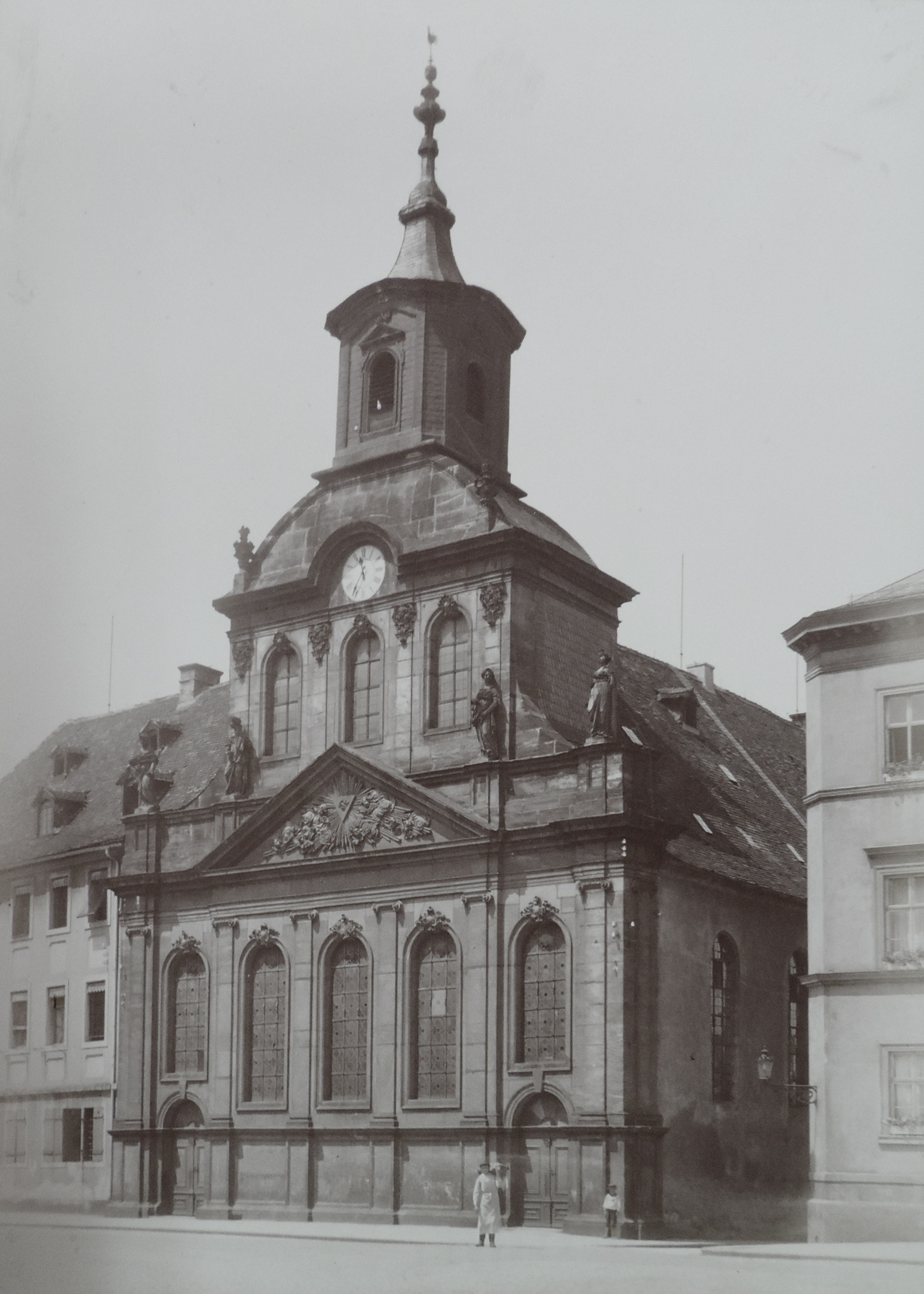
Ansicht um 1900, rechts das Gebäude des alten Amtsgerichts, von 1904 bis 1932 Sparkassenhaus

### Erster Bau

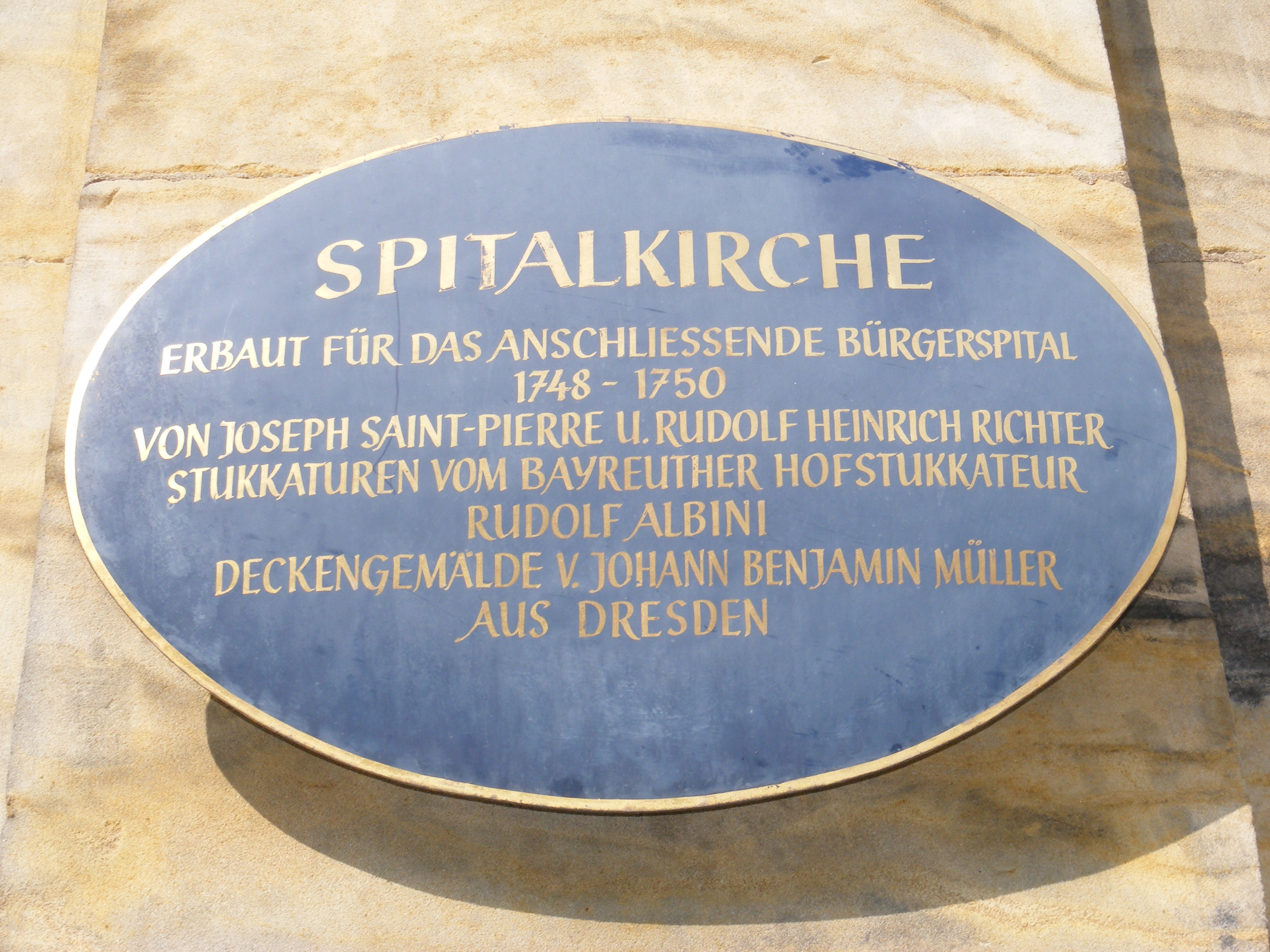
Informationsschild an der Spitalkirche

Der Ursprung dieser sehr alten Kirche liegt im Dunkel der Geschichte. Durch die Vernichtung der meisten alten Urkunden im Hussitenkrieg 1430 sind genaue Datierungen nicht möglich. Die erste Erwähnung des Spitals und der dazugehörenden Spitalmesse im Bayreuther Landbuch stammt aus dem Jahr 1398.
Die Stifter des Spitals und der Spitalmesse sind nicht exakt feststellbar. Vermutet wird, dass die Burggrafen von Nürnberg als damalige Stadtherren das Spital stifteten. Das ursprüngliche Kirchengebäude im frühgotischen Stil stammt vermutlich aus dem 12. Jahrhundert und wäre damit vielleicht früher als das Spital selbst und sogar früher als die Stadtkirche (1270) entstanden. Bayreuth gehörte anfangs zum Kirchensprengel der Altstadt, die älter als Bayreuth ist.
Nach einer schweren Beschädigung der Anlage im Hussitenkrieg holten die Stadtväter im Jahr 1438 Meister Oswald aus Bamberg zum Wiederaufbau. Die Weihe des gotischen, dreischiffigen Kirchenbaus mit hölzerner Empore erfolgte bereits 1439. Meister Oswald verstarb 1445 und so führte Hans Pul († 1472) die Arbeiten zu Ende.
In den Jahren 1576/1577 erfolgte eine Renovierung im Stil der Renaissance. 1637 malte Elias Brentel die Emporenbilder, welche die neutestamentliche Heilsgeschichte erzählen. 1669 fasste der Maler Lorenz Reincke aus Kulmbach († 1666) die Bestuhlung in Grün mit hellem Laubwerk. Ein Teil davon ist erhalten und befindet sich in der Kirche. Frühere Gitterstühle für die Adligen und Klappsitze an den Seitenbänken sind nicht mehr vorhanden.

### Zweiter Bau im 18. Jahrhundert
Da die Kirche für die schnell wachsende Einwohnerzahl Bayreuths zu klein geworden und nicht erweiterungsfähig war, wurde unter Verantwortung der Markgräfin Wilhelmine (1709–1758) ein Neubau der Spitalkirche am gleichen Standort beschlossen. Der durch die Bayreuther Hofarchitekten Joseph Saint-Pierre und Rudolf Heinrich Richter geleitete Neubau nahm im Frühjahr 1748 (Grundsteinlegung) seinen Anfang und dauerte bis Sommer 1750 (Weihe). Die Stuckaturen wurden vom Bayreuther Hofstuckateur Rudolf Albini angefertigt. Das Deckengemälde schuf der Dresdener Kunstmaler Johann Benjamin Müller.
Die letzte äußere Renovierung der Kirche erfolgte im Jahr 2007.

### Zeit des Nationalsozialismus
Die Spitalkirche war Eigentum der Hospitalstiftung und unterstand dem Verfügungsrecht der Stadt. Am 5. April 1935 wurde in Bayreuth eine Gemeinde der Deutschen Christen, einer rassistischen, antisemitischen und am Führerprinzip orientierten Strömung im Protestantismus, ins Leben gerufen. Ein erster Gottesdienst fand am 16. Juni jenes Jahres in der Spitalkirche statt, die bis 1945 den Deutschen Christen als Ort auch für Taufen, Konfirmationen und Trauungen diente. Auch die „Gottgläubigen“ hatten in der Spitalkirche Gastrecht.

## Architektur

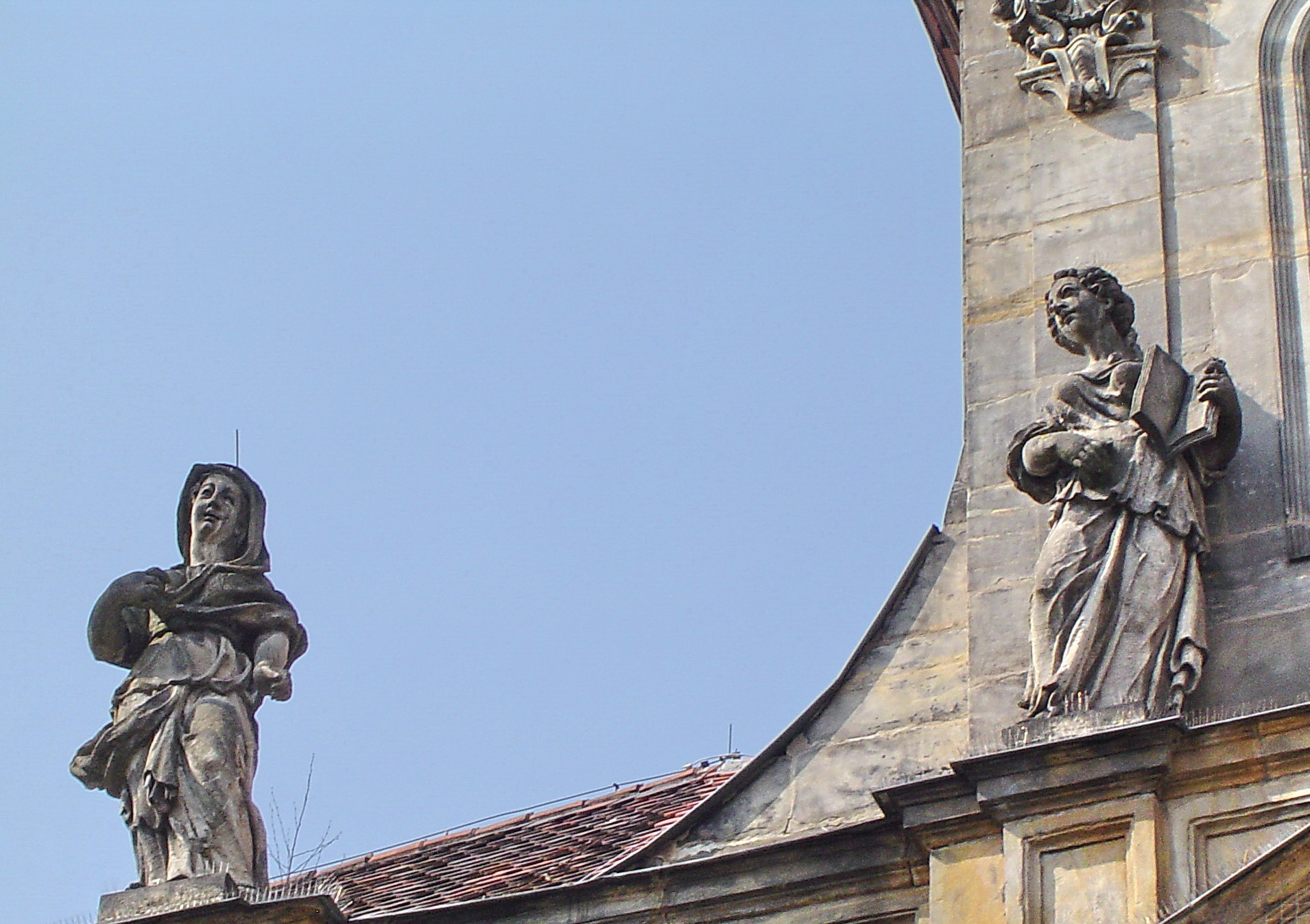
Zwei der Skulpturen auf der Attika

Die Schauseite zum Marktplatz hin ist ein zweigeschossiger Bau mit fünf Fensterachsen und einem eher unauffälligen Portal.
Auf der Attika hinter dem Giebel sind vier Sandstein-Skulpturen platziert. Der Bildhauer Johann Gabriel Räntz gestaltete sie als Allegorien für die Weisheit, die Gerechtigkeit, die Tapferkeit und die Mäßigung. Vor dem Umbau im Renaissancestil waren die Frauenfiguren vergoldet. Die Skulpturen sind noch die Originale. Im Giebeldreieck befindet sich das Auge Gottes, umgeben von Putten und Wolken. Auf der Kirchturmspitze befindet sich der im Jahr 2005 frisch vergoldete Wetterhahn. Am Kirchturm verkündet eine elektromechanisch angetriebene Turmuhr in Verbindung mit Viertelstunden-Schlägen die Zeit. Sie wurde 1966 installiert und ist seitdem in Betrieb.

## Ausstattung

### Kunstschätze

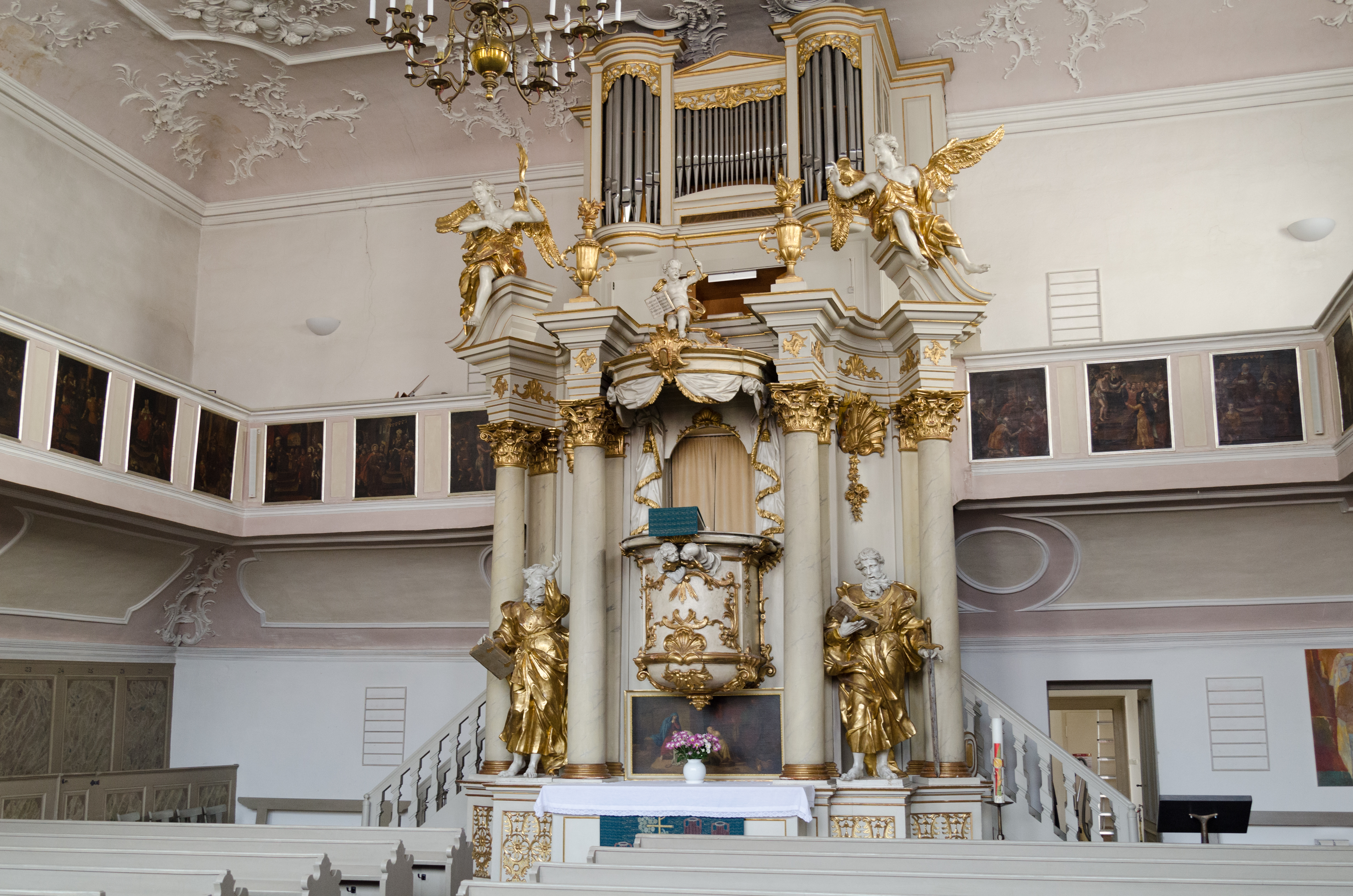
Kanzelaltar

- Kanzelaltar mit vier korinthischen Säulen (1749) von Johann Gabriel Räntz; neben dem Altar sind die Apostelfürsten St. Petrus und St. Paulus zu sehen. Der Schalldeckel wird von einem Putto mit Kreuz und der Heiligen Schrift bekrönt.[2]
- Stuck (1750) von Rudolf Albini in den vier Ecken des Kirchenhaupraumes.

Die Darstellungen zeigen die Bundeslade mit dem Cherubim (rechts hinten unter dem Eingang), Schaubrote in einem Tempel (rechts vorn, Richtung Sakristeitür), Lamm auf dem Buch mit den sieben Siegeln (links vorn) und Gebotstafeln mit Kreuz, Lanze und einem Essigschwamm (links hinten)
- Emporenbilder von Elias Brentel (1637); nach Holzschnitten von Albrecht Dürer, übernommen aus dem ersten Kirchenbau. Sie finden in der Biblia pauperum ihr religiöses Vorbild und zeigen die Geburt Christi, Passion, Ostern und das Pfingstwunder.[2]
- Altarbild (1828) von Philipp Heinel
- Deckengemälde: Es stellt die Berufungsvision des Propheten Jesaja dar und wurde ebenfalls von dem Dresdner Hofmaler Müller angefertigt. Die anfänglichen Grisaille-Bilder mit tanzenden und spielenden Putten wurden bei Renovierungsarbeiten im Jahr 1968 übertüncht. Die Gemeinde strebt an, diese Bildnisse nach vorhandenen Fotos wieder herzustellen. – Mittig von der Decke hängt ein mehrstöckiger Kronleuchter herab.[2]
- Paramente an Altar und Kanzel: Die auf Paramente spezialisierte Werkstatt in Dettelsau fertigte die Schmuckauflagen. Sie sind in verschiedenen Farben gehalten und zeigen Szenen aus der Johannes- und Matthäuspassion (grün – Hochzeit zu Kana, rot – Das Gleichnis vom Fischernetz nach (Mk 3,16 EU), weiß – Der gute Hirte, Violett I – Das Gleichnis der klugen und der törichten Jungfrauen und violett II – Die Leidenswerkzeuge Christi) sowie schwarzer Samt mit goldenen Borten – wird nur Karfreitag aufgelegt. Zu allen Paramenten sind gleichfarbige Kelchvelums vorhanden, mit denen die Gefäße bis zu ihrem Gebrauch verhüllt werden.

### Glocken
Der Glockenturm enthält ein dreistimmiges Geläut:
- Die kleinste Bronzeglocke mit einem Gewicht von 50 kg und einem Durchmesser von 50 cm stammt aus der ersten Kirche. Ihr Schlagton ist a″. Sie trägt die Inschrift: „Anno 1732 goß mich Christian Victor Herold in Nürnberg. Simon Richter, Burgermeister und Hospital-Vorsteher“.
- Die mittlere Glocke wiegt 180 kg bei einem Durchmesser von 60 cm. Sie entstand 1750, ihr Schlagton ist fis″. Sie enthält den folgenden Hinweis: „Christoph Salomon Graulich in Hof goß mich 1750“.
- Die dritte und zugleich größte Glocke mit einem Gewicht von 400 kg und einem Durchmesser von 70 cm klingt mit dem Schlagton d″ und hat folgende Inschrift: „Christoph Salomon Graulich in Hof goß mich 1750. Unter der Regierung des durchlauchtigsten Fürsten und Herrn, Herrn Friederich Markgraffen zu Brandenburg ect.: Bey Erbauung und Verneuerung der Hospital-Kirche waren Joseph Roder und Herr Johann Friedrich Gansmann. Adjunctus“.

Alle drei Glocken mussten im Zweiten Weltkrieg als Metallspende des deutschen Volkes abgeliefert werden. Sie kamen in das Glockenlager in Hamburg, wurden jedoch nicht eingeschmolzen, sondern 1948 wieder an ihren Platz gebracht.

### Orgel
Im Kirchenbau aus den 1750er Jahren war eine Orgel des Hof-Instrumenten-Bauers Christian Gottlob Hubert installiert, dessen Prospekt nach Entwurf von Räntz hergestellt worden war. Das Instrument mit fünf Registern wurde im Jahr 1846 durch ein neues des Bayreuther Orgelbauers Ludwig Weineck ersetzt. Die erste Orgel erhielt die Gottesackerkirche in Bayreuth. Das neue Instrument mit einem Prospekt im Biedermeierstil wurde 1956 durch die österreichische Rieger Orgelbau um einige Register und Manuale erweitert. Die nun auf der Empore vorhandene Orgel mit dem Prospekt von 1846 besitzt 17 Register und zwei Manuale, sie wurde am 2. Juli 1958 durch den Bischof Oberkirchenrat Burkert geweiht. Seitdem dient das Instrument neben seinem gottesdienstlichen Zweck auch für Konzerte, unter anderem Bach-Feiern, Aufführung der Johannes-Passion.

## Patronat der heiligen Elisabeth von Thüringen
Die genannte Heilige diente anfangs als Kirchenpatronin, weil sie sich besonders für Arme, Witwen und Waisen engagierte. Im Kirchraum, vor der Sakristeitür erinnerte bis spätestens zum Jahr 1968 eine kleine Statue der Elisabeth an ihr segensreiches Wirken. Als Nachweis des Patronats dient der Abendmahlskelch aus dem Jahr 1499, der am Kelchfuß mit einer Elisabethfigur und dem Zollernwappen verziert ist. Der Kelch befindet sich seit 1976 im Landeskirchlichen Archiv in Nürnberg. Über eine Rückführung an die Spitalkirche wird verhandelt.